# واحد ایگوز
واحد ایگوز (عبری: יחידת אגוז‎) گردان عملیات ویژه و جنگ چریکی زیرمجموعه لشکر ۹۸ چترباز از نیروی زمینی اسرائیل و تحت امر تیپ عوز است، که در سال ۱۹۹۵ تأسیس شد. واحد ایگوز در درگیری‌های جنوب لبنان، انتفاضه دوم، جنگ اسرائیل و لبنان و نبرد ۲۰۱۴ اسرائیل و غزه، به‌عنوان یگان عمل‌کننده در نبرد شرکت داشت.
این واحد که بطور رسمی تحت عنوان واحد ۶۲۱ شناخته می‌شود، یک واحد کماندویی نخبه نیروهای دفاعی اسرائیل است که در جنگ‌های ضد چریکی، شناسایی ویژه و عملیات مستقیم تخصص دارد. این واحد بخشی از تیپ ۸۹ عوز از فرماندهی مرکزی ارتش اسرائیل (که معمولاً به عنوان تیپ کماندویی شناخته می‌شود) است.
این واحد در نبرد در زمین‌های متراکم، تجهیزات میدانی، استتار و جنگ چریکی - نبردهای نزدیک که مهارت و حرفه‌ای بودن جنگنده برای موفقیت حیاتی است - تخصص دارد. این واحد در تمام زمین‌ها و صحنه‌های نبرد فعالیت می‌کند و عمدتاً بر بخش شمالی تمرکز دارد.
واحد ایگوز همچنین یک دسته مهمات منحصر به فرد دارد که وظیفه آن توسعه راه‌حل‌های خلاقانه و نوآوری‌های فناوری برای مقابله با چالش‌های جدید پیش آمده در میدان نبرد و دفاع در برابر روش‌های جدید حمله دشمن است.
محل یادبود این واحد، که یادبود تجسم‌های مختلف آن است، در نبی حضور در شمال ارتفاعات جولان واقع شده است. این واحد در اولین دوره فعالیت خود، در سال ۱۹۵۶ با نام سایرت ایگوز، یک واحد شناسایی فرماندهی شمالی، تأسیس شد و تا پایان جنگ یوم کیپور در سال ۱۹۷۴ در این منطقه فعالیت داشت.